# Chrysopogon sphecodes
Chrysopogon sphecodes là một loài ruồi trong họ Asilidae. Chrysopogon sphecodes được Clements miêu tả năm 1985. Loài này phân bố ở miền Australasia.